# Freddie Prinze Jr.
Freddie James Prinze Jr. (n. 8 martie 1976, Los Angeles, California, SUA) este un actor american. A jucat în filme precum Știu ce-ai făcut astă-vară (1997) și continuarea sa I Still Know What You Did Last Summer⁠(d) (1998), She's All That (1999), Down to You, Boys and Girls (ambele din 2000), Summer Catch (2001), Scooby-Doo (2002) și Scooby Doo: Monștri dezlănțuiți (2004). Pe lângă rolurile sale recurente din Boston Legal (2004) și 24 (2010), Prinze a jucat în sitcomul omonim ABC Freddie (2005–2006) - pe care l-a cocreat și la care a fost producător executiv - și i-a dat voce lui Kanan Jarrus în serialul Disney XD Războiul stelelor: Rebelii (2014–2018). El este unicul fiu al actorului și comedianului Freddie Prinze⁠(d).